# Sherlock Holmes (Fernsehserie, 1967)
Sherlock Holmes ist eine deutsche Krimiserie, die 1967 vom WDR produziert wurde. Sie besteht aus 6 Episoden in einer Staffel und beruht auf den Sherlock-Holmes-Abenteuern von Sir Arthur Conan Doyle.

## Inhalt
Die Hauptrollen in dieser klassischen Krimiserie spielten Erich Schellow als Sherlock Holmes und Paul Edwin Roth als Dr. Watson. Regie bei allen sechs Episoden führte Paul May. Die Drehbücher stammen alle von englischen Autoren, die diese ursprünglich für eine gleichnamige britische BBC-Serie geschrieben hatten und die nach ihrer Verfilmung in Großbritannien auf Deutsch übersetzt wurden. Eine Synchronisation der BBC-Serie war rechtlich nicht möglich, weshalb es in der BRD, ähnlich wie bei den Mehrteilern von Francis Durbridge, zu einer selbständigen Verfilmung kommen musste. Alle sechs Episoden wurden ausschließlich im Studio gedreht, auch die im Freien spielenden Szenen. Ausgestrahlt wurden die Filme immer sonntags. Die einzelnen Folgen zeigen im Vorspann keinen Serienübertitel, sondern beginnen mit der Einblendung Sir Arthur Conan Doyle. Anschließend erscheint der Titel des Films.

## Episoden
| #  | Titel                       | Ausstrahlung      |
| -- | --------------------------- | ----------------- |
| 01 | Das gefleckte Band          | 1. Oktober 1967   |
| 02 | Sechsmal Napoleon           | 5. November 1967  |
| 03 | Die Liga der Rothaarigen    | 10. Dezember 1967 |
| 04 | Die Bruce-Partington-Pläne  | 21. Januar 1968   |
| 05 | Das Beryll-Diadem           | 11. Februar 1968  |
| 06 | Das Haus bei den Blutbuchen | 18. März 1968     |